# Monika Hinz
Monika Hinz (* vor 1990) ist eine deutsche Kostümbildnerin.

## Leben
Monika Hinz verbrachte durch die Berufstätigkeit ihres Vaters zehn Jahre ihrer Kindheit in Istanbul. Nach dem Abitur in Hamburg studierte sie an der HDK in Bremen Modedesign mit Abschluss Diplom-Designer.
Sie beherrscht mehrere Sprachen: Türkisch, Englisch, Italienisch, Französisch und Deutsch. Nach Ausflügen in die Werbung als Modegrafikerin war sie Hospitant und der Schaubühne Berlin. Sie assistierte mehrere Male Gisela Storch und Claudia Bobsin im Kostümbild. Seit 1990 arbeitet sie selbständig als Kostümbildnerin. Monika Hinz lebt in München.
2009 erhielt sie den Deutschen Fernsehpreis für das beste Kostümbild zum Film Die Wölfe.

## Filmografie
- 1996: Tatort: Schattenwelt
- 1998: Asterix und Obelix gegen Cäsar
- 1999: Liebst du mich
- 1999: Die Männer vom K3 – Tyrannenmord
- 1999: Tatort: Trittbrettfahrer
- 2001: Germanikus
- 2002: Wunderbare Tage
- 2002: Doppelter Einsatz – Das ganze Herz
- 2003: K3 – Kripo Hamburg – Auf dünnem Eis
- 2003: Doppelter Einsatz – Die Wahrheit stirbt zuletzt
- 2003: Liebe wie am ersten Tag
- 2003: Doppelter Einsatz – Kidnapping
- 2004: K3 Kripo Hamburg – Fieber
- 2004: Das Gespenst von Canterville
- 2004: K3 Kripo Hamburg – Porzellan
- 2005: Doppelter Einsatz – Spurlos verschwunden
- 2005: Der letzte Tanz
- 2005: Ausgerechnet Weihnachten
- 2005: K3 Kripo Hamburg – Ein anderer Mann
- 2005: Tatort: Außer Gefecht
- 2006: Vom Ende der Eiszeit
- 2006: K3 Kripo Hamburg
- 2006: Alte Freunde
- 2007: Die Wölfe
- 2007: Der Kaiser von Schexing
- 2008: Der Einsturz – Die Wahrheit ist tödlich
- 2008: Jenseits der Mauer
- 2008: Sechs Tage Angst
- 2009: 2 für alle Fälle – Ein Song für einen Mörder
- 2009: Tatort: … es wird Trauer sein und Schmerz
- 2009: Weissensee
- 2010: Hannas Entscheidung
- 2010: Liebe, Babys und ein Herzenswunsch
- 2011: Weissensee
- 2011: Komm, schöner Tod
- 2012: Nacht über Berlin
- 2013: Die Chefin
- 2014: Weissensee
- 2014: Die Chefin
- 2014: Silvia S.

## Auszeichnungen
- 2009 Deutscher Fernsehpreis für das Beste Kostümbild (Die Wölfe)
- 2014 Deutsche Akademie für Fernsehen für das Beste Kostümbild (Weissensee, 2. Staffel)